# NBA All-Star Weekend 2021
L'NBA All-Star Weekend 2021 si è tenuto alla Philips Arena, casa degli Atlanta Hawks, l’8 marzo 2021. Questa è stata la quinta volta in cui gli Atlanta Hawks hanno ospitato un All-Star Game, le altre quattro sono state nel 1962, nel 1965, 1978 e nel 2003.
La manifestazione è stata svolta in una sola giornata a causa dei protocolli imposti a seguito della pandemia di COVID-19 e ci sono state diverse assenze. Per la quarta volta, il formato dell'All-Star Game non è stato basato su Est contro Ovest.